# Mollenahalli, Shrirangapattana
Mollenahalli là một làng thuộc tehsil Shrirangapattana, huyện Mandya, bang Karnataka, Ấn Độ.